# Хронологија Другог светског рата

## 1938.

### Март
- 12: Хитлер запоседа Аустрију и припаја је Немачкој (Аншлус)

### Септембар
- 30: Потписан Минхенски споразум између, Хитлера, Мусолинија, Чемберлена и Деладјеа.

## 1939.

### Март
- 15: Трупе нацистичке Немачке запоседају Чешку.
- 16: Немци проглашавају Протекторат Чешка и Моравска у саставу Немачке.
- 16: Словачка проглашава независност под немачком заштитом
- 31: Уједињено Краљевство гарантује независност Пољској

### Април
- 7: Италија анектира Албанију.
- 13: Велика Британија и Француска дају гаранције Грчкој и Румунији.
- 27: Велика Британија објављује општу војну обавезу.
- 28: Немачка отказује немачко-пољски споразум из 1933. и немачко-британски споразум из 1935.

### Мај
- 22: Потписан немачко-италијански пакт у Берлину, зачетак Осовине Рим—Берлин

### Август
- 23: У Москви потписан немачко-совјетски договор о ненападању.
- 25: Закључен војни споразум између Уједињеног Краљевства и Пољске.
- 25: Немачка објављује поштовање неутралности Белгије, Данске, Холандије, Луксембурга и Швајцарске

### Септембар
- 1: Инвазија Пољске почиње у 4:40 ујутро нападима немачког Луфтвафеа на неколико мета у Пољској. Уједињено Краљевство и Француска захтевају тренутно немачко повлачење.
- 1: Домовински фронт Уједињеног Краљевства је отворен пошто је влада прогласила општу мобилизацију Британске војске и започела планове за евакуацију као припрема за немачке ваздушне нападе.
- 1: Италија се прогласила незараћеном силом.
- 3: Велика Британија, заједно са Аустралијом и Новим Зеландом, обљављује рат у 11:15. Француска ступа у рат у 17:00.
- 3: Друга битка за Атлантик почиње пошто немачка морнарица креће у акцију.
- 4: Савезничке ваздушне операције у Европи почињу са нападима Краљевског ваздухопловства на немачке поморске мете.
- 5: САД прогласиле неутралност
- 7: Француске патроле улазе у Немачку код Сарбрикена.
- 8: Велика Британија и Француска најављују блокаду Немачке
- 10: Канада објављује рат Немачкој.
- 17: Совјетски Савез напада Пољску са истока, окупиравши територије источно од Керзонове линије, као и Бјалисток и источну Галицију.
- 18: Варшава је окружена од стране немачких војника.
- 22: Одређена немачко-совјетска демаркациона линија у Пољској
- 25: Мере немачког домаћег фронта почињу са расподелом хране.
- 27-28: Велико бомбардовање Варшаве. Пад Варшаве
- 28: Пољска престоница Варшава се предаје Немцима.
- 28: У Москви потписан споразум по коме је СССР добио крајеве насељене претежно Украјинцима и Белорусима.

### Октобар
- 5: Совјетски Савез започиње преговоре са Финском око регулисања границе између две земље.
- 6: Пољски отпор у пољској септембарској кампањи се окончава. Финска започиње мобилизацију своје војске. Хитлер говори пред Рајхстагом, израживши жељу за конференцијом са Уједињеним Краљевством и Француском да би се повратио мир.
- 9: Хитлер издаје наређења да се започну припреме за инвазију Белгије, Француске, Луксембурга и Холандије.
- 10: Немачка морнарица предлаже Хитлеру окупацију Норвешке.
- 14: Британски бојни брод ХМС Ројал оук је потопила немачка подморница У-47 у луци у теснацу Скапа.
- 19: Делови Пољске су званично уврштени у Немачку. Први јеврејски гето је основан у Лублину. Турска потписала војни пакт са Уједињеним Краљевством и Француском.

### Новембар
- 3: У САД је донесен акт о неутралности, одредбе “плати и носи” за продају војних набавки као помоћ Уједињеном Краљевству и Француској.
- 8: Не успева покушај да се бомбом убије Хитлер док држи говор; два британска обавештајна агента су ухваћена у Венло инциденту. Немачка именује Ханса Франка генералним гувернером Пољске и убрзава антијеврејске програме у Пољској.
- 17: Чехословачки национални комитет је организован у Паризу.
- 28: СССР отказао споразум о ненападању с Финском и прекинуо (29. новембра) дипломатске односе.
- 30: После неуспелих преговора о територијалним захтевима СССР према финској ради заштите од евентуалног напада, Совјетски Савез напада Финску и започиње Зимски рат.

### Децембар
- 3: Финска тражила помоћ од Лиге народа
- 7: Италија проглашава своју неутралност.
- 13: Битка код Ла Плате, британски поморски одред напада Адмирала Графа Шпеа.
- 14: Друштво народа прогласило Совјетски Савез агресором и искључила га из својих редова.
- 17: Џепни бојни брод Адмирал Граф Шпе је потопљен у луци Монтевидео.
- 18: Први канадски војници стижу у Европу.
- 27: Први индијски војници стижу у Европу.
- 28: Програм расподеле меса започиње у Уједињеном Краљевству.

## 1940.

### Јануар
- 1: Регрутовање проширено у Уједињеном Краљевству; сви мушкарци између 20 и 27 година подлежу регрутацији.
- 4: Херман Геринг је постављен на место шефа немачке ратне индустрије.
- 5: Британска влада је реконструисана: Оливер Стенли преузима ратни кабинет, Џон Рит постаје министар информисања, а сер Ендру Данкан преузима сектор трговине.
- 7: Генерал Семјон Тимошенко је постављен за заповедника совјетских трупа у рату против Финске.
- 10: Масмехеленски инцидент: двојица немачких војника су се срушила у Вукту близу града Масмехелена у Белгији, носећи копије планова за инвазију Француске (операција Фал Гелб). Овај инцидент доводи до одлагања и ревизије инвазије.
- 11: Расподеле меса започињу у Француској.
- 14: Јапански премијер Абе Нобујуки и његов кабинет подносе оставку, a адмирал Мицумаса Јонаи је именован за премијера.

### Фебруар
- 1: Јапански парламент усваја рекордни буџет са више од половине трошкова предвиђених за војску.
- 5: Велика Британија и Француска одлучују да интервенишу у Норвешкој да би прекинули трговину гвозденом рудом - у очекивању немачке окупације и да би наводно отворили пут за помоћ Финској. Почетак операције је предвиђен за 20. март.
- 9: Ерих фон Манштајн је постављен у команду немачког 33. оклопног корпуса, тиме је смењен са планирања инвазије на Француску.
- 14: Британска влада позива добровољце да се боре у Финској.
- 15: Црвена армија заузима Суму у Финској и тиме пробија Манерхајмову линију.
- 16: Британски разарач ХМС Козак на силу ослобађа 299 британских ратних заробљеника са немачког танкера Алтмарк у територијалним водама неутралне Норвешке.
- 17: Манштајн представља Хитлеру своје планове за инвазију Француске преко арденских шума.
- 21: Генерал Николаус фон Фалкенхорст је постављен за команданта предстојеће немачке инвазије Норвешке; почињу радови на изградњи Аушвица.
- 24: Арденски план за напад на запад је усвојен.
- 25: Остале скандинавске државе прогласиле неутралност у совјетско-финском рату.

### Март
- 3: Совјети започињу нападе на Випури, други највећи фински град.
- 5: Финска говори Совјетима да се слаже са њиховим условима да се оконча рат.
- 12: Финска потписује мировни споразум са Совјетским Савезом.
- 16: Немачки ваздушни напад на теснацу Скапа проузрокује прве британске цивилне жртве.
- 18: Бенито Мусолини се договара са Хитлером да Италија уђе у рад у „погодном тренутку“.
- 21: Пол Рејно постаје премијер Француске након оставке Даладјеа претходног дана.
- 28: Велика Британија и Француска постижу договор да ниједна земља неће тражити сепаратни мир са Немачком.
- 30: Јапан успоставља марионетски режим у Нанкингу под Вангом Ђингвејом.

### Април
- 1: Хитлер наређује да се крене у инвазију Норвешке и Данске.
- 3: Винстон Черчил је именован председником министарског одбрамбеног комитета након оставке лорда Четфилда.
- 5: Невил Чемберлен казује да је Хитлер „пропустио аутобус“.
- 8: Покренуто савезничко минирање норвешких вода.
- 9: Немачка напада Данску и Норвешку. Данска се предаје.
- 10: Прва битка за Нарвик, британски разарачи и авиони успешно извели изненадни напад на већу немачку поморску силу. Други напад 13. априла ће такође бити британски успех.
- 12: Британски војници заузимају данска Фарска острва.
- 14: Британски и француски војници почињу да се искрцавају у Норвешкој.
- 30: Британски и француски војници почињу повлачење из Норвешке.

### Мај
- 5: Норвешка влада у изгнанству је успостављена у Лондону.
- 9: Регрутација у Уједињеном Краљевству је проширена до 36. година.
- 10: Немачка напада Белгију, Француску, Луксембург и Холандију. Винстон Черчил постаје премијер Уједињеног Краљевства након оставке Невила Чемберлена. Британске трупе заузеле Исланд
- 11: Луксембург је окупиран.
- 13: Холандска влада у изгнанству је основана у Лондону.
- 14: Луфтвафе бомбардује Ротердам. Холандија, са изузетком Зеланда, се предаје. Ентони Идн објављује оснивање Месних одбрамбених добровољаца.
- 17: Холандска провинција Зеланд се предаје.
- 21: Немачке трупе избиле на канал Ламанш, чиме су савезничке снаге у Белгији су одсечене од Француске.
- 26: Започиње операција Динамо, савезничка евакуација из Денкерка.
- 28: Белгија се предаје. Немци евакуишу Нарвик.

### Јун
- 3: Последњи дан операције Динамо. 224.686 британских и 121.445 француских војника је евакуисано. Немци бомбардују Париз.
- 10: Италија објављује рат Француској и Уједињеном Краљевству. Норвешка се предаје.
- 11: Француска влада прелази у Тур. Аустралија, Нови Зеланд и Јужноафричка Република објавили рат Италији.
- 12:Објављен пакт о ненападању између Јапана и Тајвана.
- 13:Шпанија се одрекла неутралности и прогласила незараћеном државом-
- 14: Немачки војници заузимају Париз. Француска влада се опет премешта, овај пут у Бордо. Шпанија окупирала Тангер
- 15: Пробој Мажино линије; совјетска војска ушла у Литванију, Естонију и Летонију.
- 16: Филип Петен постаје премијер Француске након оставке Рејноове владе.
- 17: Потонуће брода ХМТ Ланкастрија код Сен Назера док је коришћен као британски брод за превоз војника - највећа британска поморска несрећа још од Англо-холандских ратова. Петенова влада затражила примирје од Немачке и Италије
- 18: Генерал Шарл де Гол оснива Комитет за национално ослобођење Француске, француску владу у изгнанству.
- 21: Француско-немачки преговори о примирју почињу у Компјењу.
- 22: Француско-немачко примирје је потписано.
- 24: Француско-италијанско примирје је потписано. Југославија и СССР успоставиле дипломатске односе
- 25: Француска се званично предаје Немачкој у 0:35.
- 26: Совјетска влада затражила од Румуније повратак Бесарабије и Буковине.
- 28: Велика Британија признаје генерала де Гола за вођу Слободне Француске. Румунија прихватила совјетске услове.
- 30: Немачка напада Каналска острва.

### Јул
- 1: Немачка заузима Каналска острва. Француска влада прелази у Виши.
- 2: Хитлер наређује припрему плана за инвазију Британије, под тајним именом операција Морски лав.
- 4: Уништење француске флоте код Мерс-ел-Кебира од стране Краљевске морнарице. Вишијевска Француска у знак протеста прекида дипломатске односе са Уједињеним Краљевством.
- 5: Румунија се сврстава уз силе Осовине.
- 10: Започиње битка за Британију.
- 21: Чехословачка влада у изгнанству стиже у Лондон.
- 22: Основана Управа за специјалне операције.
- 25: Женама и деци наређено да се евакуишу из Гибралтара.

### Август
- 2: Генерал де Гол је одсуству осуђен на смрт од стране француског војног суда.
- 4: Италијанске снаге напале Британски Сомалиленд.
- 17: Хитлер проглашава блокаду Британских острва.
- 19: Италијани заузимају Берберу, главни град Британског Сомалиленда.
- 25: Први британски ваздушни напади на Берлин.

### Септембар
- 3: Операција Морски лав је предвиђена за 21. септембар.
- 6: Краљ Карол абдицира са румунског престола у корист сина Михаила, док контролу над владом преузима маршал Антонеску.
- 10: Операција Морски лав одложена за 24. септембар.
- 13: Италија напада Египат.
- 14: Операција Морски лав одложена за 27. септембар, последњи дан у месецу са погодним плимом за инвазију.
- 16: Акт о селективном тренингу и служби из 1940. уводи прво мирнодопско регрутовање у историји САД.
- 17: Хитлер одлаже операцију Морски лав до следеће објаве.
- 24: Авиони вишијевске Француске бомбардују Гибралтар.

### Октобар
- 7: Немачка напада Румунију да би смирила Румунску војску.
- 12: Немачка инвазија Британије се одлаже најраније до пролећа 1941.
- 28: Италија шаље ултиматум Грчкој. Италијанске снаге нападају Грчку.

### Новембар
- 11: Британска поморска група покренула напад на италијанску морнарицу код Таранта.
- 20: Мађарска приступа Тројном пакту.
- 23: Румунија приступа Тројном пакту.
- 24: Словачка приступа Тројном пакту.

### Децембар
- 8: Франциско Франко одбија улазак Шпаније у рат.
- 9: Британске снаге започињу офанзиву против италијанских снага у северној Африци.
- 11: Грчка напада Албанију коју су држали Италијани.
- 18: Планови за операцију Барбароса, немачку инвазију Совјетског Савеза, су потврђени.
- 28: Италија тражи немачку помоћ у Албанији против грчких снага.

## 1941.

### Јануар
- 10: Закон о зајму и најму је представљен у Америчком конгресу.
- 12: Британски и аустралијски војници заузимају Тобрук.
- 19: Британски војници нападају италијанску Еритреју.
- 23: Чарлс Линдберг сведочи пред Америчким конгресом и препоручују да Сједињене Државе преговарају о пакту о неутралности са Адолфом Хитлером.

### Фебруар
- 3: Немци на силу враћају Пјера Лавала у кабинет у окупираном Вишију.
- 11: Генерал-пуковник Ервин Ромел стиже у Триполи.
- 19 - 22: Луфтвафе бомбардује Свонзи у јужном Велсу.
- 25: Британци освајају Могадиш.

### Март
- 1: Бугарска приступа Тројном пакту.
- 4: Британски командоси извели напад на нафтна постројења у Нарвику.
- 11. Амерички председник Френклин Делано Рузвелт потписује Закон о зајму и најму што је омогућило Уједињеном Краљевству, Кини и другим савезничким државама да купују војну опрему и да одлажу плаћање до краја рата.
- 25: Краљевина Југославија приступа Тројном пакту.
- 27: У Југославији извршен државни удар и збачена пронемачка влада; краљ Петар бива проглашен пунолетним, Намесништво збачено, правно гледано-краљ узео власт у своје руке, а генерал Душан Симовић председник владе. Јапански шпијун Такео Јошикава стиже у Хонолулу и почиње да проучава америчку флоту у Перл Харбору.
- 27 - 29: Битка код рта Матапан; британска поморска група поразила италијанску потопивши 5 бродова.
- 30: Афрички корпус започиње немачку офанзиву у северној Африци.

### Април
- 6: Немачке, мађарске и италијанске снаге нападају Југославију и Грчку. Италијанска војска у Етиопији се предаје.
- 10: Сједињене Државе заузимају Гренланд.
- 12: Немци улазе у Београд. Проглашена Независна Држава Хрватска. Почиње опсада Тобрука.
- 13: Јапан и Совјетски Савез потписују пакт о неутралности. 60. коњички пук југословенске војске напао на Шабац, у намери да га ослободи од Немаца, али је био десеткован и повукао се. Начелник Оперативног одељења 2. армије Војске Краљевине Југославије пуковник Драгољуб Дража Михаиловић води борбе са Немачком оклопном групом код железничке станице Шеварлије и код Петровог Села, пробија се према Добоју.
- 15: Последња седница Владе Краљевине Југославије на југословенској територији, у Никшићу - закључено је да Југославија неће капитулирати као држава, већ да само војска капитулира, док влада и краљ иду у иностранство да одатле наставе да се боре.
- 17: Противправна, неважећа капитулација Краљевине Југославије, јер је капитулацију потписао старешина који је већ био у заробљеништву; у Лондону формирана Влада Краљевине Југославије у изгнанству. Сергеј Машера и Милан Спасић у Боки Которској потопили разарач „Загреб“.
- 21: 223.000 хиљаде грчких војника се предаје.
- 23: Грчка влада се повлачи на Крит.
- 27: Немачки војници заузимају Атину.

### Мај
- 1: Ирачани нападају британске снаге у Ираку.
- 9: Британска краљевска морнарица заробљава немачку подморницу У-110. На броду се налази најновија машина за шифровање Енигма коју ће савезнички криптографи касније искористити за разбијање немачких шифрованих порука.
- 10: Рудолф Хес је заробљен у Шкотској након што је искочио из свог авиона. Парламент Уједињеног Краљевства је оштећен у нападу Луфтвафеа.
- 11-13.: Драгољуб Михаиловић је стигао на Равну гору.
- 15: Први камп Цивилног јавног сервиса у Сједињеним Државама отворен за приговараче савести.
- 20: Немачки падобранци нападају Крит.
- 24: Немачки бојни брод Бизмарк је потопио британску крстарицу ХМС Худ. Грчка влада напушта Крит и одлази у Каиро.
- 26: Авиони са носача авиона ХМС Арк Ројал у торпедном нападу тешко оштетили немачки бојни брод Бизмарк.
- 27: Немачки бојни брод Бизмарк је потопљен у северном Атлантику.
- 28: Снаге Уједињеног Краљевства и Комонвелта почињу да се повлаче са Крита.

### Јун
- 1: Савезници комплетирају повлачење са Крита. Велика Британија збацила ирачку проосовинску владу.
- 8: Аустралијске, британске, индијске и трупе Слободне Француске напале Сирију и Либан под контролом Вишијевске Француске.
- 9: Финска започиње мобилизацију и ставља неке јединице под немачку команду.
- 14: Сва немачка и италијанска имовина у Сједињеним Државама је замрзнута.
- 16: Свим немачким и италијанским конзулатима у Сједињеним Државама је наређено да напусте земљу до 10. јула.
- 22: Немачка напада Совјетски Савез.
- 23: Мађарска и Словачка објављују рат Совјетском Савезу.
- 26: Финска објављује рат Совјетском Савезу.
- 28: Албанија објављује рат Совјетском Савезу.

### Јул
- 4: Масовно убиство пољских научника и писаца које су извршили немачки војници у граду Лвов.
- 5: Британска влада одбацује могућност преговора о миру. Немачки војници стижу до реке Дњепар.
- 7: Почиње партизански устанак у Србији. Сједињене Државе окупирају Исланд.
- 8: Југославија распуштена од стране сила Осовина.
- 12: Велика Британија и Совјетски Савез потписали узајамни одбрамбени споразум, који је обавезао обе стране да не потпишу сепаратни мир са Немачком.
- 13: У Црној Гори избио први општенародни устанак у Европи против сила Осовине.
- 26: Као одговор на јапанску окупацију Француске Индокине, амерички председник Рузвелт је наредио заплену све јапанске имовине у Сједињеним Државама.
- 31: Према Хитлеровим инструкцијама, Херман Геринг је наредио генералу СС-а Рајнхарду Хајдриху да што пре достави генерални план административног материјала и финансијских мера потребних за извршење коначног решења јеврејског питања.

### Август
- 6: Америчке и британске владе упозоравају Јапан да не напада Тајланд.
- 9: Черчил и Рузвелт се срећу у Аргентији на Њуфаундленду. Као резултат је створена Атлантска повеља.
- 18: Хитлер због протеста наређује привремену обуставу систематске еутаназије ментално заосталих и хендикепираних.
- 25: Британски и совјетски војници нападају Иран да би сачували абаданска нафтна поља и важне железнице и путеве до Совјетског Савеза ради дотурања ратног материјала.

### Септембар
- 4: УСС Грир је постао први амерички брод на који су немачке подморнице отвориле ватру, иако САД нису биле у рату.
- 5: Немачка заузима Естонију.
- 6: Обавеза да се носи Давидова звезда са натписом „Јеврејин“ је проширена на све Јевреје изнад 6 година у свим подручјима које су окупирали Немци.
- 8: Почиње опсада Лењинграда. Стаљин наређује да се Волшки Немци депортују у Сибир.
- 11: Рузвелт наређује Америчкој морнарици да отвори ватру на било какав знак претње по брод или конвој.
- 15: Самопрокламована влада Естоније, на челу са Хјалмаром Маеом је именована од немачке војне администрације.
- 16: Реза Пахлави, шах Ирана, је присиљен да абдицира у корист сина Мохамеда Резе Пахлавија под притиском Уједињеног Краљевства и Совјетског Савеза.
- 19: Немци заузимају Кијев.

### Октобар
- 2: Операција Тајфун - Немачка започиње офанзиву према Москви.
- 8: Немачка осваја Мариупољ и избија на Азовско море.
- 16: Влада Совјетског Савеза прелази у Кујбишев, али Стаљин остаје у Москви.
- 17: Амерички разарач УСС Керни је торпедован и оштећен близу Исланда; у нападу је погинуло 11 морнара, који су прве америчке војне жртве у рату.
- 18: Генерал Хидеки Тоџо постаје премијер Јапана.
- 20: Пуковника Карла Хоца, немачког заповедника Нанта, је убио француски покрет отпора; у одмазди је стрељано 48 талаца.
- 30: Рузвелт одобрава милијарду америчких долара помоћи Совјетском Савезу кроз Закон о зајму и најму.
- 31: Амерички разарач УСС Рубен Џејмс је торпедовала немачка подморница близу Исланда, при чему је погинуло више од 100 америчких морнара.

### Новембар
- 6: Совјетски вођа Јосиф Стаљин је обратио становништву Совјетског Савеза тек други пут у својој тродеценијској владавини (први пут је било 2. јула исте године). Изјавио је да су, иако је 350.000 совјетских војника убијено у немачким нападима, Немци изгубили 4,5 милиона војника и да је совјетска победа близу.
- 12: Битка за Москву; температура око Москве се спустила до -12 °C, а Совјетски Савез је послао војнике на скијама по први пут против промрзлих немачких војника у близини Москве.
- 14: Носач авиона ХМС Арк Ројал се преврнуо и потонуо након што га је торпедовала немачка подморница У-81.
- 17: Џозеф Гру, амерички амбасадор у Јапану, је телеграфисао Стејт Дипартменту да Јапан планира да покрене напад на Перл Харбор, али је његова порука игнорисана.
- 18: Британски војници покрећу офанзиву у Либији.
- 19: Аустралијска лака крстарица ХМАС Сиднеј и немачка помоћна крстарица Корморан су потопиле једна другу близу обале Западне Аустралије.
- 22: Велика Британија шаље Финској ултиматум да оконча рат са Русијом или да се суочи са ратом против Савезника.
- 24: САД одобравају Закон о зајму и најму Слободној Француској.
- 26: Јапанска флота коју су чинила 33 ратна и помоћна брода, укључујући 6 носача авиона, је запловила из северног Јапана према Хавајским острвима. САД уручиле ултиматум Јапану.
- 27: Битка за Москву - Немци стижу најближе Москви у рату. Касније су их зауставили хладно време и напади Совјета.

### Децембар
- 5: Велика Британија објављује рат Финској, Мађарској и Румунији.
- 7: Јапан напада Перл Харбор и објављује рат Сједињеним Државама и Уједињеном Краљевству. Ваздушни напади и на Хонгконг, Сингапур, Малају, Тајланд, Филипине и Шангај.
- 8: Јапан напада Малају. Сједињене Државе и Велика Британија објављују рат Јапану. Холандија објављује рат Јапану.
- 9: Кина званично објављује рат Јапану.
- 10: Британске бојне бродове ХМС Рипалс и ХМС Принц од Велса је потопило јапанско ратно ваздухопловство.
- 11: Немачка и Италија објављују рат Сједињеним Државама, а САД узвраћају и објављују рат Немачкој и Италији. Америчке снаге одбијају јапански покушај искрцавања на острво Вејк.
- 12: САД и Велика Британија објављују рат Румунији и Бугарској након што су оне објавиле рат Сједињеним Државама и Уједињеном Краљевству. Индија објављује рат Јапану. Сједињене Државе заплењују француски путнички брод Нормандију.
- 13: Мађарска објављује рат Сједињеним Државама и Уједињеном Краљевству. САД и Велика Британија узвраћају и објављују рат Мађарској.
- 16: Јапан напада Борнео.
- 17: Почиње битка за Севастопољ.
- 18: Јапански војници се искрцавају на острво Хонгконг.
- 19: Хитлер постаје врховни командант немачке војске.
- 23: Други јапански покушај искрцавања на острво Вејк је успешан, а амерички гарнизон се предаје након неколико сати борбе.
- 25: Хонгконг се предаје. Британске снаге заузимају Бенгази.
- 27: Британски командоси нападају норвешку луку Вагсо, што је натерало Хитлера да појача гарнизон и одбрану.
- 28: Започиње операција Антропоид (убиство Рајхарда Хајдриха).

## 1942.

### Јануар
- 1: Термин "Уједињене нације" се први пут званично користи да би се описао савезнички пакт.
- 2: Јапански војници заузимају Манилу.
- 7: Започиње опсада полуострва Батан.
- 11: Јапански војници заузимају Куала Лумпур. Јапан објављује рат Холандији и напада Холандску Источну Индију.
- 19: Јапанци нападају Бурму.
- 20: Нацисти на Ванзејској конференцији у Берлину одлучују да је коначно решење јеврејског проблема пресељење, а касније и истребљење.
- 23: Почиње битка за Рабал
- 25: Тајланд објављује рат Сједињеним Државама и Уједињеном Краљевству. Јапанци нападају Соломонска острва.
- 26: Први амерички војници у Европи се искрцавају у Северној Ирској.
- 31: Последње организоване савезничке снаге напуштају Малају, окончавши 54-дневну битку.

### Фебруар
- 9: Највиши амерички војни заповедници одржавају своје први званични састанак на ком су расправљали о америчкој војној стратегији у рату.
- 11: Операција Кербер: Флота бродова Кригсмаринеа из Бреста пролази кроз Ламанш до северних лука. Британци не успевају да потопе ниједан од њих.
- 15: Јапанци заузимају Сингапур.
- 19: Јапански авиони нападају Дарвин. Рузвелт потписује наређење 9066. које је омогућило америчкој војсци да одреди искључиве зоне, које су се односиле на Јапанце на Западној обали, и Немце и Италијане на Источној обали.
- 22: Рузвелт наређује генералу Дагласу Макартуру да са повуче са Филипина пошто је америчка одбрана те земље пропала.
- 23: Јапанска подморница И-17 испаљује 16 зрна на рафинерију нафте поред Санта Барбаре.
- 25: Принцеза Елизабета се пријављује за ратну службу.
- 27: Почиње битка у Јаванском мору; УСС Ленгли, први амерички носач авиона, су потопили јапански авиони код обале Јаве.
- 28: Јапанске копнене снаге нападају Јаву.

### Март
- 10: Пад Рангуна.
- 17: Даглас Макартур стиже у Аустралију, након што је напустио свој штаб на Филипинима.

### Април
- 3: Јапанци започињу напад на америчке и филипинске снаге на Батанском полуострву. Батан је пао 9. априла и Батански марш смрти је започео.
- 5: Јапанска морнарица напала Коломбо на Цејлону. Британске крстарице ХМС Корнвал и ХМС Дорсетшир су потопљене југозападно од острва.
- 9: Јапанска морнарица започиње ваздушни напад на Тринкомале на Цејлону. Британски носач авиона ХМС Хермес и аустралијски разарач ХМАС Вампир су потопљени на источној обали острва.
- 15: Малта је одликована Џорџовим крстом од стране краља Џорџа VI због „хероизма и пожртвовања“.
- 18: Дулитлов напад на Нагоју, Токио и Јокохаму.
- 27. Национални плебисцит је одржан у Канади око питања регрутације.

### Мај
- 4: Почиње битка у Коралном мору.
- 6: На Корегидору, последње америчке снаге на Филипинима се предају Јапанцима.
- 8: Битка у Коралном мору се завршава. Ово је први пут у историји поморског ратовања да су се две непријатељске флоте сукобиле, а да се нису виделе.
- 9: У ноћи између 8. и 9. маја, артиљерци на острву Хорбор (Кокосова острва) су се побунили. Њихова побуна је угушена, а тројица њих су погубљена и то су једини војници британског Комонвелта који су погубљени због побуне у Другом светском рату.
- 12: Друга битка за Харков - у источној Украјини, Црвена армија је започела велику офанзиву. Током битке Совјети ће преотети Харков од Немаца, али ће бити опкољени и уништени.
- 21: Инвазија Малте је одложена на неодређено.
- 27: Операција Антропоид - атентат на Рајхарда Хајдриха у Прагу који су извели чехословачки падобранци.

### Јун
- 1: Мексико објавио рат Немачкој, Италији и Јапану.
- 4: Битка код Мидвеја, Рајхард Хајдрих умире у Прагу.
- 7: Јапанске снаге нападају Алеутска острва. Ово је прва инвазија на америчко копно у протеклих 128 година.
- 9: Нацисти спаљују чешко село Лидице као одмазда за убиство Рајхарда Хајдриха.
- 12: Ана Франк добија дневник за свој 13. рођендан.
- 18: Почиње пројекат Менхетн.
- 21: Афрички корпус поново осваја Тобрук.
- 28: Започиње операција Плаво, немачки план да се заузме Стаљинград и руска нафтна поља на Кавказу.

### Јул
- 1: Почиње прва битка код Ел Аламејна.
- 3: Јапанци заузимају Гвадалканал.
- 9: Породица Ане Франк се скрива на тавану изнад канцеларије њеног оца у амстердамском магацину.
- 16: По наређењу владе Вишијевске Француске, француски полицајци хапсе 13.000-20.000 Јевреја.
- 18: Немачка први пут тестира Месершмит Ме-262 користећи само његове млазне моторе.
- 19: Немачки адмирал Карл Дениц наређује последњим немачким подморницама да се повуку са атлантске обале Сједињених Држава као одговор на ефикасан систем америчких конвоја.
- 21: Јапанци успостављају мостобран на северној обали Нове Гвинеје у зони Буна-Гона.
- 22. Започиње систематска депортација Јевреја из Варшавског гета.
- 27: Окончава се прва битка код Ел Аламејна.

### Август
- 7: Почиње битка за Гвадалкананал пошто америчке снаге нападају Гавуту, Гвадалканал, Тулаги и Танамбого на Соломонским острвима.
- 8: Шест наводних немачких саботера је погубљено у Вашингтону (друга двојица су сарађивала и уместо тога су добили доживотну казну).
- 13: Генерал Бернард Монтгомери је именован за команданта британске Осме армије у северној Африци.
- 19: Операција Јубилеј, напад британских и канадских снага на Дијеп се завршава катастрофално по њих.
- 22: Бразил објављује рат силама Осовине.
- 26: Битка у заливу Милна; јапанске снаге покрећу велики напад на аустралијску базу на Новој Гвинеји.
- 30: Луксембург је званичну укључен у Трећи рајх.

### Септембар
- 1: Немачке снаге комплетно опколиле Стаљинград.
- 3: Аустралијске и америчке снаге поразиле јапанске снаге у заливу Милна, први велики пораз јапанских копнених снага током рата на Пацифику. Покушај Немаца да ликвидирају јеврејски гето у Лакви је довео до устанка.
- 12: РМС Лаконија, која је носила цивиле, савезничке војнике и италијанске ратне заробљенике је торпедована и потопљена на обали западне Африке.

### Октобар
- 3: Прво успешно лансирање А-4 ракете у Пенеминдеу. Ракета је летела до удаљености од 147 километра и достигла висину од 84,5 километра и тако је постала први предмет који је направио човек који је стигао до свемира.
- 4: Британски командоси напали Сарк и заробили једног немачког војника.
- 11: Битка код рта Есперанца - На северозападној обали Гвадалканала, Америчка морнарица је пресрела и поразила јапанску флоту која је ишла да појача трупе на копну.
- 14: Немачка подморница потапа ферибот СС Карибу, убивши 137 особа.
- 18: Хитлер издаје Наређење о командосима, наређујући да се сви заробљени командоси одмах погубе.
- 22: Праг за регрутацију у Уједињеном Краљевству је смањен на 18 година.
- 23: Друга битка код Ел Аламејна почиње масовним савезничким бомбардовањем немачких положаја.
- 29: У Уједињеном Краљевству водеће црквене и политичке фигуре одржавају јавни састанак да би регистровали свирепост нацистичког прогона Јевреја.

### Новембар
- 1: Започиње савезнички пробој код Ел Аламејна.
- 3: Завршава се друга битка код Ел Аламејна - Немци под командом Ервина Ромела су приморане да се повуку током ноћи.
- 8: Започиње операција Бакља, савезничка инвазија на Мароко који је контролисала Вишијевска Француска; Пуч француског покрета отпора у Алжиру, у којима је 400 припадника отпора неутралисало вишијевски 19. армијски корпус и вишијевске генерале, што је омогућило тренутни успех операције Бакља у Алжиру, а одатле и у целој Француској Северној Африци.
- 10: Немачка напада Вишијевску Француску након споразума француског адмирала Франсое Дарлана о примирју са савезницима у северној Африци.
- 12: Започиње поморска битка код Гвадалканала између америчких и јапанских снага.
- 13: Британска Осма армија заузима Тобрук. Пилоти са носача УСС Ентерпрајз потопили јапански бојни брод Хиеи у бици код Гвадалканала.
- 19: Совјети под комадном генерала Георгија Жукова покренули контранапад у бици за Стаљинград, преокренувши битку ток битке у корист Совјетског Савеза.
- 22: Стање за Немце у Стаљинграду се чини безнадежном током совјетског контранапада, а фелдмаршал Фридрих Паулус шаље телеграм Хитлеру у ком поручује да је немачка 6. армија опкољена.

### Децембар
- 2: Тим Енрика Фермија је изазвао прву самоодрживу нуклеарна ланчана реакција у спортској дворани Универзитет у ЧигагуУнивертитета у Чикагу.
- 7: Британски командоси извели напад на бродове у луци Бордоа.
- 24: Француски адмирал Франсоа Дарлан, бивши вођа Вишијевске Француске који је прешао на страну савезника након операција Бакља, је убијен у Алжиру.

## 1943.

### Јануар
- 14: Започела савезничка конференција у Казабланци.
- 15: Јапанци су истерани са Гвадалканала.
- 18: Совјетски званичници објавили да су пробили немачку опсаду Лењинграда. Јевреји у Вашравском гету подижу устанак.
- 23: Савезници заузимају Триполи.
- 27: 50 бомбардера је извело први амерички напада на Немачку, а мета је био Вилхелмсхафен.
- 31: Велики део немачке 6. армије код Стаљинграда се предао, укључујући фелдмаршала Фридриха Паулуса.

### Фебруар
- 1: Видкун Квислинг је именован за премијера Норвешке од стране немачког окупатора.
- 2: Завршила се битка за Стаљинград предајом немачке 6. армије.
- 7: Амерички војници поразили Јапанце у бици за Гвадалканал.
- 11: Генерал Двајт Д. Ајзенхауер је изабран да командује савезничким армијама у Европи.
- 14: Црвена армија ослободила Ростов на Дону. Битка за Касерински пролаз - генерал Ервин Ромел и његов Афрички корпус нанели Американцима први велики пораз у рату.
- 16: Совјетски Савез је ослободио Харков, али је касније истеран из града након Треће битке за Харков.
- 18: У говору у дворани Спортпласт у Берлину, немачки министар пропаганде Јозеф Гебелс објавио савезницима „тотални рат“; нацисти су ухватили припаднике покрета Бела ружа.
- 28: 6 Норвежана предвођених Јоакимом Роненбергом успешно напало брану Веморк.

### Март
- 1: Хајнц Гудеријан је постао генерални инспектор оклопних трупа у немачкој војсци.
- 2: Битка у Бизмарковом мору - Америчке и аустралијске снаге потопиле конвој јапанских бродова.
- 8: Американци напали јапанске снаге на Брду 700 у Буганвилу у бици која ће трајати пет дана.
- 13: Јапанци окончали свој напад на америчке снаге на Брду 700; Немци ликвидирали јеврејски гето у Кракову.
- 22: Целокупно становништва Катина у Белорусији је живо спаљено од стране Немаца.
- 26: Започела битка код Алеутских острва када је Америчка морнарица пресрела јапански покушај да појачају гарнизон у граду Киска.

### Април
- 7: Боливија објавила рат Немачкој, Јапану и Италији.
- 13: Радио Берлин објавио откриће Вермахта о масовним гробницама Пољака које су убили Совјети у Катинском масакру.

### Мај
- 7: Британска 1. армија заузела Тунис.
- 9: Немачки и италијански војници у Тунису су се предали Британцима.
- 11: Амерички војници напали Ату на Алеутским острвима у покушају да истерају јапанске снаге.
- 12: У Вашингтону почела Тридентска конференција између Френклина Рузвелта и Винстона Черчила.
- 13: Немачки афрички корпус и италијански војници су у северној Африци су се предали савезничким војницима.
- 19: Винстон Черчил се обраћа америчком Конгресу.
- 24: Адмирал Карл Дениц наредио већини У-подморница да се повуку из Атлантика; Јозеф Менгеле постао главни медицински официр у Аушвицу.

### Јун
- 22: 45. америчка пешадијска дивизија се искрцала у северној Африци пре тренинга у Арзуу, Француски Мароко.

### Јул
- 4: Генерал Владислав Сикорски и још неколико чланова пољске владе у изгнанству су погинули у ваздухопловној несрећи код Гибралтара. Неки сумњају да је несрећа изазвана по Стаљиновом наређењу.
- 5: Започела Курска битка; савезничка инвазиона флота плови према Сицилији.
- 10: У складу с Черчиловим стратешким замислима, западни савезници су започели искрцавање на Сицилију, што је био први корак према избацивању Италије из рата.
- 25: Учестали италијански порази на свим фронтовима и англо-америчко искрцавање на Сицилију окренули су већину Мусолинијевих колега против њега на састанку Великог фашистичког већа. То је омогућило краљу да му одузме мандат. Конституисана је нова влада, чији председник је био маршал Пјетро Бадољо. По краљевом наређењу Мусолини је ухапшен и стављен у кућни притвор. Нова влада одмах је започела тајне преговоре о капитулацији.

### Август
- 5: Црвена армија ослободила је град Орел на западу Русије.
- 22: Црвена армија ослободила је, након вишемесечних борби, град Харков на истоку Украјине.
- 23: Завршена Битка код Курска одлучном победом Црвене армије.

### Септембар
- 8: Италија потписала капитулацију. Капитулацијом је од стране Савезника била принуђена на обуставу непријатељства, предају ратних заробљеника, демобилизацију јединица и разоружање, стављање ратне флоте под заједничку контролу, а лука и аеродрома на располагање Савезницима, као и на одрицање од колонијалних поседа. Истог дана Немачка је покренула Операцију Ахзе са циљем поседања италијанске војне зоне.
- 10: Немачка војска заузела Рим у склопу Операције Ахзе.
- 12: Мусолини је ослобођен акцијом немачких командоса и стављен на чело квислиншке Италијанске Социјалне Републике.
- 25: Црвена армија ослободила је Смоленск.

### Новембар
- 28: Почела Техеранска конференција, састанак савезничких вођа, који је трајао до 1. децембра.

## 1944.

### Јун
- 6: Западни Савезници започели Операцију Оверлорд са циљем ослобођења Француске и западне Европе, које је окупирала Немачка 1940. године.
- 22: Црвена армија започела Операција Багратион са циљем ослобођења Белорусије од немачких снага.

### Август
- 1: Армија Крајова започела Варшавски устанак.
- 23: У пучу је збачена нацистички оријентисана румунска влада.
- 24: Савезничке снаге ослободиле Париз.
- 25: Завршена Операција Оверлорд, убедљивом победом западних Савезника.
- 31: Црвена армија ушла у Букурешт.

### Септембар
- 8: Црвена армија отпочела је напад на Дукла кланац на словачко-пољској граници.
- 22: НОВЈ и Црвена армија отпочеле Битку за Србију.

### Октобар
- 2: Немачка војска угушила Варшавски устанак спроводећи бруталне репресалије над цивилним становништвом и уништивши 85% објеката у Варшави.
- 12: НОВЈ и Црвена армија започеле Београдску операцију са циљем ослобођења Београда од немачких снага.
- 20: НОВЈ и Црвена армија ослободиле Београд.
- 21: Формиран Сремски фронт од стране немачке војске која се повлачила из области Београда и снага НДХ које су им биле тактички потчињене. У борбама против немачке војске и снага НДХ, до априла 1945. поред југословенских партизана (НОВЈ) учествовали су и Црвена армија, италијански партизани и Отаџбински фронт Бугарске.
- 26: Јапанска морнарица поражена од стране америчке и аустралијске морнарице у Битки у заливу Лејте. Ова битка се углавном сматра највећом поморском битком Другог светског рата, и по неким критеријумима, вероватно највећом поморском битком у историји.

### Децембар
- 16: Започела Арденска битка између западних Савезника и Немачке.

## 1945.

### Јануар
- 17: Црвена армија ушла у Варшаву.
- 25: Завршена Арденска битка победом западних Савезника.

### Фебруар
- 3: Почела Битка за Манилу између америчке и јапанске војске.
- 4: Отпочела Кримска конференција, самит савезничких вођа који је трајао до 11. фебруара 1945. у Јалти.
- 13: Црвена армија ушла у Будимпешту, након што су пропала три немачка покушаја да се деблокира немачки гарнизон у Будимпешти због чега су се немачке јединице у граду предале.
- 16: Почела Битка за Иво Џиму између америчке и јапанске војске.
- 24: Контранапад који је извела немачка Група армија „Висла“, под командом Хајнриха Химлера, претрпео је неуспех, што је за последицу имало совјетски продор у Померанију и чишћење десне обале реке Одре од преосталих немачких јединица.

### Март
- 3: Завршена Битка за Манилу америчком победом.
- 25: Завршена Битка за Иво Џиму америчком победом.
- 30: Црвена армија ушла у Аустрију.

### Април
- 1: Почела Битка за Окинаву између америчке и јапанске војске. То је била највећа поморско-копнено-ваздушна битка у историји.
- 9: Црвена армија заузела Кенингсберг.
- 13: Црвена армија ушла у Беч.
- 16. април: Почела Битка за Берлин између Црвене армије и Вермахта.
- 30. април: Док су се совјетске снаге пробијале у центар Берлина, Адолф Хитлер се венчао са Евом Браун, а онда извршио самоубиство тако што је прво попио цијанид, а затим пуцао себи у главу.

### Мај
- 2: Завршена Битка за Берлин одлучном победом Црвене армије. Генерал Вајдлинг, командант одбране Берлина предао је град Совјетима.
- 7: У врховном штабу савезничких снага, немачки начелник генералштаба, генерал Алфред Јодл је потписао документе о безусловној предаји свих немачких снага Савезницима. У документима је између осталог стајало Све снаге под немачком контролом ће прекинути активне операције у 2301 часа по Централно-европском времену.
- 8: Јодл је поновио потписивање капитулације у Берлину, у штабу совјетског генерала Жукова. Рат у Европи је завршен.

### Јун
- 21: Завршена Битка за Окинаву победом америчке војске.

### Август
- 6: Америчко ратно ваздухопловство бацило атомску бомбу на Хирошиму. У једном тренутку је погинуло 140.000 људи (од радијације још више), температура на тлу у близини средишта експлозије досезала је и до 5000 °C. Снажни ударни талас ветра, брзине 800 км/час, и пламене олује уништили су готово све унутар 13 km².
- СССР објавио рат Јапану.
- 9: Америчко ратно ваздухопловство бацило атомску бомбу на Нагасаки, што је довело до погибије 22.000 људи, а још 39.000 је умрло од последица радијације.
- 15: Јапан пристао на безусловну предају.

### Септембар
- 2: Јапан потписао безусловну капитулацију на америчком бојном броду Мисури у Токијском заливу, што је датум који представља службени завршетак Другог светског рата.